# RFU Championship 1988-89
La RFU Championship 1988-89 fue la segunda edición del torneo de segunda división de rugby de Inglaterra.

## Sistema de disputa
Los equipos se enfrentaran todos contra todos en una sola ronda, totalizando 11 partidos en la fase regular.

## Clasificación
| Pos. | Equipo          | Encuentros | Encuentros | Encuentros | Encuentros | Tantos | Tantos | Tantos | Puntos |
| Pos. | Equipo          | PJ         | PG         | PE         | PP         | F      | C      | Dif    | Puntos |
| ---- | --------------- | ---------- | ---------- | ---------- | ---------- | ------ | ------ | ------ | ------ |
| 1    | Saracens        | 11         | 11         | 0          | 0          | 288    | 80     | 208    | 22     |
| 2    | Bedford         | 11         | 6          | 2          | 3          | 141    | 187    | –46    | 14     |
| 3    | Northampton     | 11         | 6          | 1          | 4          | 165    | 131    | 34     | 13     |
| 4    | Sale            | 11         | 5          | 2          | 4          | 195    | 152    | 43     | 12     |
| 5    | Coventry RFC    | 11         | 6          | 0          | 5          | 150    | 143    | 7      | 12     |
| 6    | London Irish    | 11         | 5          | 2          | 4          | 194    | 222    | –28    | 12     |
| 7    | Headingley      | 11         | 5          | 1          | 5          | 179    | 136    | 43     | 11     |
| 8    | Blackheath FC   | 11         | 4          | 1          | 6          | 181    | 144    | 37     | 9      |
| 9    | Richmond FC     | 11         | 4          | 1          | 6          | 112    | 216    | –104   | 9      |
| 10   | Gosforth RFC    | 11         | 4          | 0          | 7          | 176    | 246    | –70    | 8      |
| 11   | London Scottish | 11         | 3          | 1          | 7          | 146    | 160    | –14    | 7      |
| 12   | London Welsh    | 11         | 1          | 1          | 9          | 125    | 235    | –110   | 3      |

|  | Campeón.                        |
|  | Descendidos a tercera división. |

| Bandera de Inglaterra |
| Campeón Saracens      |
| Primer título         |